# Puchar Włoch w piłce nożnej (2021/2022)
Puchar Włoch w piłce nożnej w sezonie 2021/2022 był 75. edycją rozgrywek o Puchar Włoch.
Tytułu bronił Juventus, który przegrał w finale z nowym zdobywcą pucharu – Interem Mediolan. Dla zespołu z Mediolanu był to 8. tytuł w historii.

## Zmiany w formacie rozgrywek
Przed sezonem 2021/2022 liczba uczestników Pucharu Włoch została zmniejszona z 78 do 44. Odbyło się to kosztem klubów z Serie C (zmniejszenie liczby drużyn uprawnionych do uczestnictwa do 4) i Serie D (brak żadnych drużyn z tego szczebla w rozgrywkach pucharowych). Zmniejszyła się tym samym również liczba rund z 8 do 7 oraz etapy, na których poszczególne drużyny zaczynały turniej.

## Uczestnicy
W rozgrywkach w wyniku reformy uczestniczyły 44 drużyny z 3 najwyższych szczebli rozgrywkowych:
| Serie A | Serie B | Serie C                                    |
| --- | --- | ------------------------------------------ |
| - Inter Mediolan - Milan - Atalanta - Juventus - Napoli - Lazio - Roma - Sassuolo - Sampdoria - Hellas Verona - Genoa - Bologna - Fiorentina - Udinese - Spezia - Cagliari - Torino - Empoli - Salernitana - Venezia | - Lecce - Cremonese - Pisa - Monza - Brescia - Ascoli - Benevento - Perugia - Frosinone - Ternana - Cittadella - Parma - Como - Reggina - SPAL - Cosenza - Vicenza - Alessandria - Crotone - Pordenone | - Avellino - Catanzaro - Padova - Südtirol |

## Runda eliminacyjna
Mecze rundy eliminacyjnej odbyły się w dniach 7 i 8 sierpnia 2021 roku. Od tej fazy swój udział w rozgrywkach rozpoczęły 4 drużyny z Serie B (beniaminkowie) oraz wszystkie drużyny z Serie C.
| 7 sierpnia 2021 | Como                                                | 2:2 (pd.)               | Catanzaro                                          |                                                                       |
| 19:00           | Chajia 32', 56'                                     | (1:0, 2:2, 2:2, k. 3:4) | 52' Carlini · 88' Verna                            | Stadio Giuseppe Sinigaglia, Como Widzów: 346 Sędzia: Matteo Marcenaro |
| 19:00           | · Gabrielloni · Kabashi · Walker · Dkidak · Bellemo | Rzuty karne             | · Carlini · Vandeputte · Verna · Bombagi · Vázquez | Stadio Giuseppe Sinigaglia, Como Widzów: 346 Sędzia: Matteo Marcenaro |

| 8 sierpnia 2021 | Ternana                                                       | 1:1 (pd.)               | Avellino                                                 |                                                                   |
| 18:30           | Falletti 62'                                                  | (0:1, 1:1, 1:1, k. 4:3) | 25' D'Angelo                                             | Stadio Libero Liberati, Terni Widzów: 1497 Sędzia: Niccolò Baroni |
| 18:30           | · Paghera · Capone · Pettinari · Mazzocchi · Salzano · Furlan | Rzuty karne             | · Plescia · Aloi · Tito · De Francesco · Maniero · Rizzo | Stadio Libero Liberati, Terni Widzów: 1497 Sędzia: Niccolò Baroni |

| 8 sierpnia 2021 | Perugia      | 1:0   | Südtirol |                                                                  |
| 19:00           | Carretta 47' | (0:0) |          | Stadio Renato Curi, Perugia Widzów: 1100 Sędzia: Gianpiero Miele |

| 8 sierpnia 2021 | Padova | 0:2 (pd.)  | Alessandria                 |                                                           |
| 20:30           |        | (0:0, 0:0) | 102' Corazza · 106' Orlando | Stadio Euganeo, Padwa Widzów: 401 Sędzia: Daniele Minelli |

## I runda
Mecze I rundy odbyły się w dniach 13-16 sierpnia 2021 roku. Od tej fazy swój udział w rozgrywkach rozpoczęły drużyny z Serie A z miejsc 9-20 w poprzednim sezonie oraz wszystkie drużyny z Serie B (oprócz beniaminków).
| 13 sierpnia 2021 | Pordenone           | 1:3   | Spezia                                      |                                                                             |
| 17:45            | Folorunsho 51' (k.) | (0:2) | 39' Erlić · 45+3' Nikolau · 83' (k.) Colley | Stadio Guido Teghil, Lignano Sabbiadoro Widzów: 600 Sędzia: Davide Ghersini |

| 13 sierpnia 2021 | Genoa                                                  | 3:2   | Perugia                |                                                                  |
| 18:00            | Criscito 26' (k.) · Chichizola 41' (sam.) · Kallon 88' | (2:2) | 2' Carretta · 10' Lisi | Stadio Luigi Ferraris, Genua Widzów: 522 Sędzia: Antonio Rapuano |

| 13 sierpnia 2021 | Udinese                       | 3:1   | Ascoli         |                                                               |
| 20:45            | Pereyra 11', 55' · Molina 53' | (1:0) | 90+2' D'Orazio | Bluenergy Stadium, Udine Widzów: 2064 Sędzia: Matteo Gariglio |

| 13 sierpnia 2021 | Fiorentina                                     | 4:0   | Cosenza |                                                                         |
| 21:00            | Vlahović 4', 45+4' · González 37' · Venuti 51' | (3:0) |         | Stadio Artemio Franchi, Florencja Widzów: 3600 Sędzia: Giacomo Camplone |

| 14 sierpnia 2021 | Benevento                         | 2:1 (pd.)  | SPAL                 |                                                                    |
| 17:45            | Improta 32' · Moncini 120+5' (k.) | (1:0, 1:1) | 90+5' (sam.) Moncini | Stadio Ciro Vigorito, Benewent Widzów: 686 Sędzia: Francesco Cosso |

| 14 sierpnia 2021 | Cittadella                 | 2:1   | Monza       |                                                                                |
| 18:00            | Okwonkwo 8' · Tounkara 40' | (2:1) | 26' Augusto | Stadio Piercesare Tombolato, Cittadella Widzów: 530 Sędzia: Antonio Di Martino |

| 14 sierpnia 2021 | Hellas Verona                               | 3:0   | Catanzaro |                                                                         |
| 20:45            | Günter 23' · Fazio 33' (sam.) · Lazović 42' | (3:0) |           | Stadio Marcantonio Bentegodi, Werona Widzów: 1784 Sędzia: Luca Pairetto |

| 14 sierpnia 2021 | Cagliari                                         | 3:1   | Pisa        |                                                                  |
| 21:00            | Marin 28' · Caracciolo 36' (sam.) · Deiola 45+3' | (3:0) | 67' Masucci | Unipol Domus, Cagliari Widzów: 2620 Sędzia: Gianluca Manganiello |

| 15 sierpnia 2021 | Empoli                                              | 4:2   | Vicenza                      |                                                                    |
| 17:45            | Bajrami 11' · Haas 30' · Mancuso 37' · Crociata 87' | (3:1) | 39' Dalmonte · 56' Lanzafame | Stadio Carlo Castellani, Empoli Widzów: 0 Sędzia: Juan Luca Sacchi |

| 15 sierpnia 2021 | Parma       | 1:3   | Lecce                   |                                                              |
| 18:00            | Brunetta 7' | (1:2) | 9', 76' Coda · 40' Tuia | Stadio Ennio Tardini, Parma Widzów: 1306 Sędzia: Marco Serra |

| 15 sierpnia 2021 | Venezia                                                                                         | 1:1 (pd.)               | Frosinone                                                                                |                                                                     |
| 20:45            | Di Mariano 101' (k.)                                                                            | (0:0, 0:0, 1:1, k. 8:7) | 93' Gori                                                                                 | Stadio Paolo Mazza, Ferrara Widzów: 250 Sędzia: Alessandro Prontera |
| 20:45            | · Sigurðsson · Heymans · Di Mariano · Tessmann · Vacca · Ceccaroni · Johnsen · Caldara · Ebuehi | Rzuty karne             | · Ciano · Maiello · Zampano · Iemmello · Vitale · Brighenti · Szymiński · Zerbin · Gatti | Stadio Paolo Mazza, Ferrara Widzów: 250 Sędzia: Alessandro Prontera |

| 15 sierpnia 2021 | Torino                              | 0:0 (pd.)               | Cremonese                      |                                                                           |
| 21:00            |                                     | (0:0, 0:0, 0:0, k. 4:1) |                                | Stadio Olimpico Grande Torino, Turyn Widzów: 869 Sędzia: Giovanni Ayroldi |
| 21:00            | · Mandragora · Verdi · Rauti · Aina | Rzuty karne             | · Ciofani · Vido · Castagnetti | Stadio Olimpico Grande Torino, Turyn Widzów: 869 Sędzia: Giovanni Ayroldi |

| 16 sierpnia 2021 | Crotone                           | 2:2 (pd.)               | Brescia                         |                                                              |
| 17:45            | Vulić 26' · Mulattieri 76'        | (1:0, 2:2, 2:2, k. 4:2) | 46' van de Looi · 67' Bajić     | Stadio Ezio Scida, Crotone Widzów: 1500 Sędzia: Luca Massimi |
| 17:45            | · Molina · Benali · Mogoș · Vulić | Rzuty karne             | · Bajić · Moreo · Ndoj · Špalek | Stadio Ezio Scida, Crotone Widzów: 1500 Sędzia: Luca Massimi |

| 16 sierpnia 2021 | Bologna                                                          | 4:5   | Ternana                                                           |                                                                    |
| 18:00            | Domínguez 38' · Arnautović 56' · Soriano 58' · Orsolini 76' (k.) | (1:3) | 6' Agazzi · 21' Donnarumma · 40', 54' Peralta · 50' (k.) Falletti | Stadio Renato Dall’Ara, Bolonia Widzów: 5360 Sędzia: Luca Zufferli |

| 16 sierpnia 2021 | Salernitana          | 2:0   | Reggina |                                                                |
| 20:45            | Bonazzoli 45+2', 55' | (1:0) |         | Stadio Arechi, Salerno Widzów: 2476 Sędzia: Francesco Fourneau |

| 16 sierpnia 2021 | Sampdoria                                       | 3:2   | Alessandria                     |                                                                  |
| 21:00            | Quagliarella 28' · Gabbiadini 47' · Thorsby 52' | (1:2) | 8' Chiarello · 45' (k.) Corazza | Stadio Luigi Ferraris, Genua Widzów: 1000 Sędzia: Andrea Colombo |

## II runda
Mecze II rundy odbyły się w dniach 14-16 grudnia 2021 roku.
| 14 grudnia 2021 | Venezia                               | 3:1   | Ternana       |                                                                       |
| 17:45           | Heymans 49' · Črnigoj 66' · Forte 81' | (0:0) | 53' Pettinari | Stadio Pier Luigi Penzo, Wenecja Widzów: 5219 Sędzia: Daniele Minelli |

| 14 grudnia 2021 | Udinese                                            | 4:0   | Crotone |                                                                |
| 18:00           | Pussetto 20', 62' · De Maio 28' · Success 41' (k.) | (3:0) |         | Bluenergy Stadium, Udine Widzów: 1291 Sędzia: Matteo Gualtieri |

| 14 grudnia 2021 | Genoa      | 1:0   | Salernitana |                                                               |
| 21:00           | Ekuban 76' | (0:0) |             | Stadio Luigi Ferraris, Genua Widzów: 1500 Sędzia: Marco Serra |

| 15 grudnia 2021 | Hellas Verona                           | 3:4   | Empoli                                              |                                                                            |
| 15:00           | Cancellieri 18' · Ilić 86' · Ragusa 88' | (1:1) | 15' La Mantia · 66' (k.), 70' Mancuso · 74' Bajrami | Stadio Marcantonio Bentegodi, Werona Widzów: 1101 Sędzia: Federico Dionisi |

| 15 grudnia 2021 | Cagliari                             | 3:1   | Cittadella     |                                                                        |
| 18:00           | Deiola 16' · Ceter 40' · Pereiro 64' | (2:0) | 85' Donnarumma | Unipol Domus, Cagliari Widzów: 2797 Sędzia: Maria Sole Ferrieri Caputi |

| 15 grudnia 2021 | Fiorentina                  | 2:1   | Benevento   |                                                                        |
| 21:00           | Milenković 19' · Sottil 47' | (1:0) | 51' Moncini | Stadio Artemio Franchi, Florencja Widzów: 13 800 Sędzia: Luca Zufferli |

| 16 grudnia 2021 | Spezia | 0:2   | Lecce                          |                                                                     |
| 18:00           |        | (0:1) | 43' Listkowski · 55' Calabresi | Stadio Alberto Picco, La Spezia Widzów: 4000 Sędzia: Valerio Marini |

| 16 grudnia 2021 | Sampdoria                         | 2:1   | Torino              |                                                                   |
| 21:00           | Quagliarella 16' (k.) · Verre 60' | (1:0) | 54' (k.) Mandragora | Stadio Luigi Ferraris, Genua Widzów: 3124 Sędzia: Marco Piccinini |

## 1/8 finału
Mecze 1/8 finału zostały rozegrane w dniach 12 i 13 oraz 18-20 stycznia 2022 roku. Od tej fazy swój udział w rozgrywkach zaczęły drużyny z 8 najwyższych miejsc w Serie A w poprzednim sezonie.
| 12 stycznia 2022 | Atalanta               | 2:0   | Venezia |                                                            |
| 17:30            | Muriel 12' · Mæhle 88' | (1:0) |         | Gewiss Stadium, Bergamo Widzów: 2757 Sędzia: Ivano Pezzuto |

| 13 stycznia 2022 | Napoli                      | 2:5 (pd.)  | Fiorentina                                                          |                                                                             |
| 18:00            | Mertens 44' · Petagna 90+5' | (1:1, 2:2) | 41' Vlahović · 57' Biraghi · 105' Venuti · 108' Piątek · 119' Maleh | Stadio Diego Armando Maradona, Neapol Widzów: 4500 Sędzia: Giovanni Ayroldi |

| 13 stycznia 2022 | Milan                                      | 3:1 (pd.)  | Genoa        |                                                              |
| 21:00            | Giroud 74' · Leão 102' · Saelemaekers 112' | (0:1, 1:1) | 17' Østigård | San Siro, Mediolan Widzów: 13 325 Sędzia: Gianluca Aureliano |

| 18 stycznia 2022 | Lazio         | 1:0 (pd.)  | Udinese |                                                            |
| 17:30            | Immobile 106' | (0:0, 0:0) |         | Stadio Olimpico, Rzym Widzów: 1000 Sędzia: Daniele Minelli |

| 18 stycznia 2022 | Juventus                                                 | 4:1   | Sampdoria |                                                                |
| 21:00            | Cuadrado 25' · Rugani 52' · Dybala 67' · Morata 77' (k.) | (1:0) | 63' Conti | Allianz Stadium, Turyn Widzów: 5000 Sędzia: Francesco Fourneau |

| 19 stycznia 2022 | Sassuolo    | 1:0   | Cagliari |                                                                        |
| 17:30            | Harroui 18' | (1:0) |          | Mapei Stadium, Reggio nell’Emilia Widzów: 850 Sędzia: Matteo Marchetti |

| 19 stycznia 2022 | Inter Mediolan                             | 3:2 (pd.)  | Empoli                        |                                                                        |
| 21:00            | Sánchez 13' · Ranocchia 90+1' · Sensi 104' | (1:0, 2:2) | 61' Bajrami · 76' (sam.) Radu | Stadio Giuseppe Meazza, Mediolan Widzów: 5000 Sędzia: Juan Luca Sacchi |

| 20 stycznia 2022 | Roma                                        | 3:1   | Lecce         |                                                         |
| 21:00            | Kumbulla 40' · Abraham 54' · Shomurodov 81' | (1:1) | 14' Calabresi | Stadio Olimpico, Rzym Widzów: 5000 Sędzia: Manuel Volpi |

## 1/4 finału
Mecze ćwierćfinałowe zostały rozegrane w dniach 8-10 lutego 2022 roku.
| 8 lutego 2022 | Inter Mediolan         | 2:0   | Roma |                                                                        |
| 21:00         | Džeko 2' · Sánchez 68' | (1:0) |      | Stadio Giuseppe Meazza, Mediolan Widzów: 34 326 Sędzia: Marco Di Bello |

| 9 lutego 2022 | Milan                                     | 4:0   | Lazio |                                                        |
| 21:00         | Leão 24' · Giroud 41', 45+1' · Kessié 79' | (3:0) |       | San Siro, Mediolan Widzów: 26 947 Sędzia: Simone Sozza |

| 10 lutego 2022 | Atalanta                  | 2:3   | Fiorentina                             |                                                             |
| 18:00          | Zappacosta 30' · Boga 56' | (1:1) | 9' (k.), 71' Piątek · 90+3' Milenković | Gewiss Stadium, Bergamo Widzów: 7425 Sędzia: Michael Fabbri |

| 10 lutego 2022 | Juventus                         | 2:1   | Sassuolo   |                                                               |
| 21:00          | Dybala 3' · Tressoldi 88' (sam.) | (1:1) | 24' Traorè | Allianz Stadium, Turyn Widzów: 16 111 Sędzia: Livio Marinelli |

## 1/2 finału
Mecze półfinałowe zostały rozegrane w dniach 1-2 marca i 19-20 kwietnia 2022 roku. Była to jedyna faza pucharu, gdzie rozegrano dwumecze.

### Inter Mediolan – Milan
| 1 marca 2022 | Milan | 0:0   | Inter Mediolan |                                                            |
| 21:00        |       | (0:0) |                | San Siro, Mediolan Widzów: 53 881 Sędzia: Maurizio Mariani |

| 19 kwietnia 2022 | Inter Mediolan                | 3:0   | Milan |                                                                          |
| 21:00            | Martínez 4', 40' · Gosens 82' | (2:0) |       | Stadio Giuseppe Meazza, Mediolan Widzów: 74 508 Sędzia: Maurizio Mariani |

### Juventus – Fiorentina
| 2 marca 2022 | Fiorentina | 0:1   | Juventus            |                                                                      |
| 21:00        |            | (0:0) | 90+1' (sam.) Venuti | Stadio Artemio Franchi, Florencja Widzów: 28 039 Sędzia: Marco Guida |

| 20 kwietnia 2022 | Juventus                        | 2:0   | Fiorentina |                                                              |
| 21:00            | Bernardeschi 32' · Danilo 90+4' | (1:0) |            | Allianz Stadium, Turyn Widzów: 32 109 Sędzia: Daniele Doveri |

## Finał
Mecz finałowy odbył się 11 maja 2022 roku na Stadio Olimpico. W nim Inter Mediolan pokonał Juventus zdobywając swój 8. tytuł w historii.
| 11 maja 2022 | Juventus                  | 2:4 (pd.)  | Inter Mediolan                                            |                                                           |
| 21:00        | Sandro 50' · Vlahović 52' | (0:1, 2:2) | 7' Barella · 80' (k.) Çalhanoğlu · 99' (k.), 102' Perišić | Stadio Olimpico, Rzym Widzów: 67 944 Sędzia: Paolo Valeri |